# August Mersy

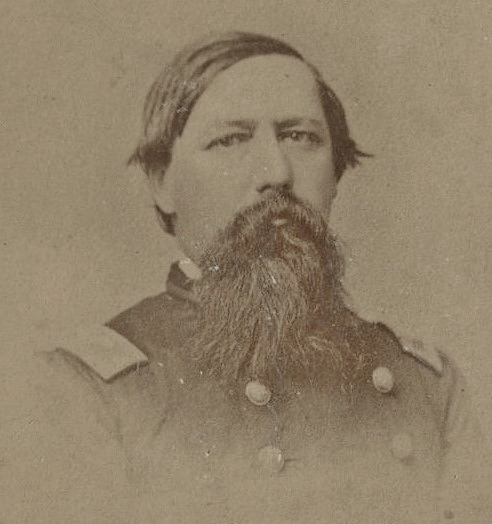
August Mersy um 1864 als Colonel der Unions-Armee.

August Theodor Mersy (* 25. September 1821 in Karlsruhe; † 22. Oktober 1866 in Belleville (Illinois)) war ein badischer und amerikanischer Offizier und in der badischen Revolution im Mai 1849 kurzzeitig Stellvertreter des Kriegsministers Karl Eichfeld.

## Leben

### Vor der badischen Revolution 1849
Mersy war der Sohn des badischen höheren Postbeamten Joseph Anton Mersy († 18. April 1849) und dessen Ehefrau Karoline geb. Schäffer († 6. Januar 1839).
Mersy trat 1838 in den badischen Militärdienst und besuchte zwei Jahre die Militär-Bildungsanstalt in Karlsruhe.
Am 31. August 1840 wurde der Portepeefähnrich Mersy zum Leutnant im 3. Infanterieregiment und am 4. November 1844 zum Oberleutnant ernannt. 1847 wurde er Regiments-Adjutant im 3. Infanterieregiment.

### Während der badischen Revolution 1849

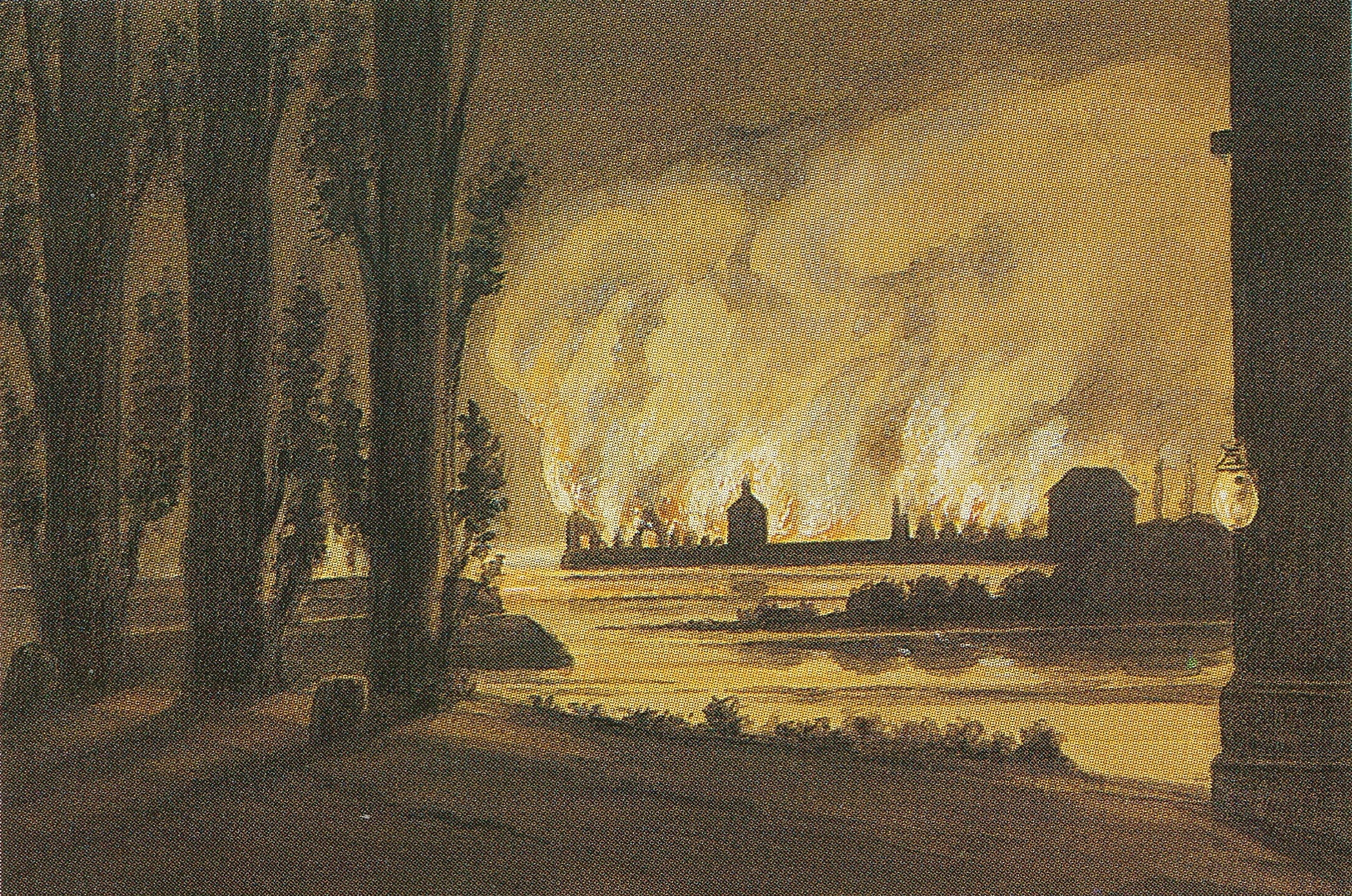
Ludwigshafen brennt.

Mersy befand sich bei Ausbruch der Revolution in Rastatt. Am 11. Mai wollten hier revoltierende Soldaten gefangene Kameraden des 3. Regiments aus der Wilhelmskaserne befreien. Mersy befand sich unter der kleinen Gruppe von Offizieren unter dem Regimentskommandanten Oberst Ignaz von Pierron – dessen Adjutant Mersy war – die die aufrührerische Menge mit gezogenem Säbel vertrieben. Im weiteren Verlauf der Rastatter Meuterei wurde gezielt Jagd auf Offiziere gemacht, wobei die für Kasernendisziplin und Strafen zuständigen Regimentsadjutanten Mersy und von Göler besonders gesucht wurden. Mersy hielt sich in Rastatt versteckt und konnte verkleidet entkommen.
Mersy stellte sich jedoch schnell dem Landesausschuss der Volksvereine zur Verfügung. In der badischen Revolutionsregierung wirkte Mersy kurzzeitig als Stellvertreter des am 14. Mai eingesetzten Kriegsministers Karl Eichfeld und wurde am 25. Mai 1849 abgelöst.
In der badischen Revolutionsarmee wurde Mersy Oberstleutnant und Kommandeur der 3. Division, die hauptsächlich aus fünf Volkswehrbataillonen bestand.
Anfang Juni erhielt Mersy das Kommando über den linken Flügel der Revolutionstruppen am Neckar und wurde auch Stadtkommandant von Mannheim.
Unter seinem Kommando leitete Corvin die Verteidigung der Rheinbrücke und bombardierte das von Preußen/Bayern besetzte Ludwigshafen. Nach der verlorenen Schlacht bei Waghäusel beorderte Mieroslawski die in Mannheim liegenden Truppen nach Heidelberg um eine Einschließung durch preußische und Reichstruppen zu verhindern. Auf dem Mannheimer Bahnhof wurde Mersy am 22. Juni 1849 mit anderen Offizieren und Funktionären der Revolutionsregierung durch die Mannheimer Bürgerwehr und meuternde Dragoner verhaftet, aber durch Volkswehreinheiten gleichen Tags wieder befreit.

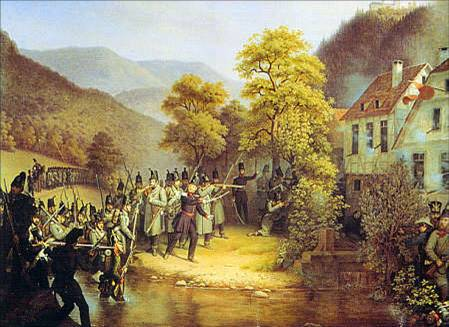
Ölgemälde von Franz Seraph Stirnbrand, Gefecht in Gernsbach

Nach dem verlorenen Gefecht bei Waghäusel zog sich die badische Revolutionsarmee auf die sogenannte Murglinie zurück. Oberst Mersy erhielt vom Oberbefehlshaber Ludwik Mierosławski den Befehl über die 1. Division die den rechten Flügel der Linie im Raum Gernsbach bildete. Durch seine Niederlage im Gefecht in Gernsbach und Bischweier am 29. Juni 1849 konnte das Neckarkorps der Reichstruppen unter Eduard von Peucker verstärkt um eine Division der Preußen und württembergische Grenztruppen die Linie durchbrechen und letztlich die Festung Rastatt einschließen. Mersy ersuchte danach bei Mierosławski um seine Entlassung, die aber nicht gewährt wurde. Mersy zog sich zusammen mit den Resten der Revolutionsarmee nach Freiburg zurück.
Auf dem Rückzug der geschlagenen Revolutionsarmee wurde der Oberst und Generaladjutant Mersy am 3. Juli 1849 vom Oberbefehlshaber Sigel dem Kommandeur des linken Flügels, Friedrich Doll, beigeordnet.
Diese Kolonne zog sich über Lörrach und Nollingen auf den Hochrhein bei Säckingen zurück und von dort am 9. Juli 1849 mit ca. 600 Mann und sechs Geschützen über die Holzbrücke in die Schweiz nach Stein, wo sie entwaffnet wurde.
Die großherzogliche Regierung drängte die Schweiz zur Ausweisung der republikanischen Flüchtlinge, die dann am 16. Juli 1849 erfolgte.
Mersy ging zunächst nach Frankreich und emigrierte dann in die Vereinigten Staaten von Amerika.
Am 12. Januar 1850 wurde Mersy wegen seiner „Beteiligung am Maiaufstand“ aus der Offiziersliste gestrichen.
Wegen „beharrlicher Landesflüchtigkeit“ wurde Mersy am 26. Juni 1850 „des badischen Staatsbürgerrechts für verlustig erklärt“. Das großherzogliche Hofgericht des Mittelrheinkreises verurteilte Mersy am 18. Oktober 1850 in Abwesenheit wegen „Teilnahme am Hochverrat“ zu 15 Jahren Zuchthaus.

### In den Vereinigten Staaten von Amerika
Mersy verließ Le Havre am 2. Oktober 1849 auf dem amerikanischen Segelschiff Argo und erreichte am 6. November 1849 New York. Er ließ sich im Bundesstaat Illinois in Belleville im St. Clair County nieder, das hauptsächlich von deutschen Einwanderern besiedelt war. Er arbeitete als Angestellter eines Handelshauses und später als Kassierer für die Bank of Belleville und wirkte überdies als Notar.
Am 15. April 1861 folgte er dem Aufruf Abraham Lincolns zu den Waffen und führte überdies eine große Anzahl deutscher Emigranten nach Springfield, wo das 9th Illinois Infantry Regiment formiert wurde. Mersy übernahm zunächst das Kommando über die A-Kompanie des Regiments. Als Regimentskommandeur wurde Eleazer A. Paine gewählt. Die Mannschaften wollten Mersy, aber da er in Amerika bisher fast ausschließlich unter Deutschen gelebt hatte, hielt man seine englischen Sprachkenntnisse noch nicht für ausreichend, um mit den höheren Dienststellen der Armee zweifelsfrei kommunizieren zu können. Er wurde jedoch zum Oberstleutnant gewählt und damit der Stellvertreter von Paine. Am 5. September 1861 wurde Mersy Oberst und Kommandant des reorganisierten Regiments. Am 6. September gehörte sein Regiment zu den Truppen die Paducah (Kentucky) besetzten. Die erste Kampfhandlung von Mersys Regiment war die Schlacht um Fort Donelson vom 12. bis zum 16. Februar 1862 bei der das Regiment am 15. Februar 1862 ein Drittel der Soldaten durch Tod oder Verletzungen verlor und Mersy selbst leicht verwundet wurde. In der Schlacht von Shiloh verlor das Regiment am 6. April über die Hälfte seiner Soldaten und Mersy wurde wieder verwundet. In der Zweiten Schlacht um Corinth (3./4. Oktober 1862) übernahm Mersy das Kommando über die 2. Brigade der 2. Division der Army of the Tennessee, nachdem Richard James Oglesby verwundet wurde, und behielt dieses Kommando auch fast das ganze Jahr 1863. Ende Mai 1864 kam Mersy mit seiner Brigade zu General Thomas William Sweenys 2. Division des von Grenville M. Dodge befehligten XVI. Armeekorps. Während des Atlanta-Feldzuges kämpfte er in der Battle of Dallas und im weiteren Verlauf des Feldzugs zeichnete sich seine Brigade in der Battle of Atlanta (22. Juli) zweimal durch besonderen Einsatz in kritischen Situationen aus, wobei Mersy wieder verwundet wurde und sein Kommando abgeben musste.
Am 25. Juli 1864 verließ er Shermans Armee vor Atlanta und wurde am 20. August aus der Armee entlassen, da seine dreijährige Dienstzeit endete. Nach seinem aktiven Dienst erhielt Mersy – wie andere Obersten, die lange eine Brigade geführt hatten – am 13. März 1865 den Brevet-Rang eines Brigadiergenerals des Freiwilligenheeres.
Mersy wirkte nun als gewählter Friedensrichter in Belleville. Er starb am 21. Oktober 1866 an Bauchwassersucht und wurde auf dem Walnut Hill Cemetery in Belleville beigesetzt.